# Perissus kankauensis
Perissus kankauensis är en skalbaggsart som beskrevs av Schwarzer 1925. Perissus kankauensis ingår i släktet Perissus och familjen långhorningar.
Artens utbredningsområde är Taiwan. Inga underarter finns listade i Catalogue of Life.